# Moutier-d'Ahun
Moutier-d'Ahun é uma comuna francesa na região administrativa da Nova Aquitânia, no departamento de Creuse. Estende-se por uma área de 9,91 km². Em 2010 a comuna tinha 177 habitantes (densidade: 17,9 hab./km²).